# Verband Deutscher Realschullehrer
| VDR Verband Deutscher Realschullehrer                     | VDR Verband Deutscher Realschullehrer |  |
| --------------------------------------------------------- | ------------------------------------- |  |
| Sitz des Verbandes in der Dachauer Straße 44a in München. |                                       |  |
| Vereinsdaten                                              |                                       |  |
| Verbände:                                                 | 13 Landesverbände                     |  |
| Geschäftsführender Bundesvorstand                         |                                       |  |
| Vorsitzender:                                             | Ralf Neugschwender                    |  |
| stv. Vorsitzender:                                        | Sven Christoffer                      |  |
| stv. Vorsitzender:                                        | Bernd Bischoff                        |  |
| stv. Vorsitzender:                                        | Dirk Meußer                           |  |
| Pressesprecher                                            | Sven Christoffer                      |  |
| Schatzmeister                                             | Ingo Luerbke                          |  |
| Internet                                                  |                                       |  |
| Website:                                                  | www.vdr-bund.de                       |  |

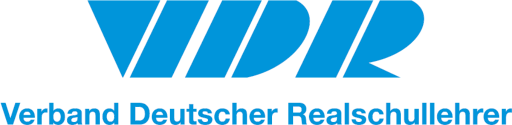
Logo des Verbands Deutscher Realschullehrer

Der Verband Deutscher Realschullehrer (VDR) – Verband der Lehrer und Lehrerinnen an Schulen im Sekundarbereich – ist der Bundesverband der Lehrerverbände des Realschulwesens und wurde 1949 gegründet.
Der Verein ist Mitglied des Deutschen Beamtenbundes (DBB) und des Deutschen Lehrerverbandes (DL). Sitz des Verbandes ist München.